# Pitcairnia staminea
Pitcairnia staminea är en gräsväxtart som beskrevs av Conrad Loddiges. Pitcairnia staminea ingår i släktet Pitcairnia och familjen Bromeliaceae. Inga underarter finns listade i Catalogue of Life.